# أمير فارس: رمال الزمن (فلم)
أمير فارس: رمال الزمن، (بالإنجليزية: Prince of Persia: The Sands of Time) فيلم أمريكي أنتج عام 2010، كتبه جوردن ميكنر وهو من بطولة جيك جيلنهال وجيما آرتيرتون وبن كينغسلي.

## القصة
تتمحور قصة الفيلم حول داستان (جيك جيلنهال) وهو فتى فقير ويتيم يتبناه ملك فارس عندما يصادفه ويعجب بشجاعته، ويكبر الطفل داستان في كنف الملك اميرا بين اخوانه الأمراء الفارسيين الذين يكملون مسيرة والدهم في مد سيطرة الامبراطورية الفارسية على بقاع الأرض وتكون وجهتهم التالي هي (مدينة الأموات المقدسة) التي وصل إلى علمهم أن حكامها يتآمرون سرا على الإمبراطورية، ولكن الحقيقة هي أن هناك مؤامرة تحاك حول تلك المدينة للحصول على خنجر سحري بحوزة أميرتها يحمل قوة خارقة تمكن صاحبه من إعادة الزمن إلى الورراء مع علمه بما سيحدث في المستقبل فيتمكن من العمل على تغييره، ويقوم المتآمرون بتسميم الملك ولصق التهمة بالأمير داستان الذي يهرب مع أميرة مدينة الأموات وتحصل بينهم قصة حب ويعرف قاتل أبيه الذي هو عمة

## التصوير
في مارس 2008، اختار المخرج مايك نيويل المغرب كموقع رئيسي للتصوير. وكانت مواقع أوكايمدن في جبال الأطلس، وآيت بن حدو بالقرب من واحة فينت بورزازات وتامصلوحت على نحو 20 كيلومترا جنوب غربي مراكش والكثبان الرملية بمرزوكة عند مخارج مدينة أرفود. تم تصوير الفيلم أيضا في استوديوهات باين وود في باكينجهامشير: بدأ تصوير الفيلم أمير بلاد فارس في يوليو 2008.

## وصلات خارجية
- أمير فارس: رمال الزمن على موقع IMDb (الإنجليزية)
- أمير فارس: رمال الزمن على موقع ميتاكريتيك (الإنجليزية)
- أمير فارس: رمال الزمن على موقع روتن توميتوز (الإنجليزية)
- أمير فارس: رمال الزمن على موقع نتفليكس (الإنجليزية)
- أمير فارس: رمال الزمن على موقع قاعدة بيانات الأفلام العربية
- أمير فارس: رمال الزمن على موقع ألو سيني (الفرنسية)
- أمير فارس: رمال الزمن على موقع Turner Classic Movies (الإنجليزية)
- أمير فارس: رمال الزمن على موقع أول موفي (الإنجليزية)
- أمير فارس: رمال الزمن على موقع بوكس أوفيس موجو (الإنجليزية)
- أمير فارس: رمال الزمن على موقع فيلمافينيتي (الإسبانية)

1. ↑  وصلة مرجع: http://www.nytimes.com/2010/05/28/movies/28prince.html?ref=movies&_r=0. الوصول: 26 مايو 2016.
2. 1 2  وصلة مرجع: http://www.imdb.com/title/tt0473075/. الوصول: 26 مايو 2016.
3. 1 2  وصلة مرجع: http://www.filmaffinity.com/en/film540210.html. الوصول: 26 مايو 2016.
4. ↑  وصلة مرجع: http://www.sfi.se/sv/svensk-filmdatabas/Item/?itemid=70411&type=MOVIE&iv=Basic.
5. ↑  وصلة مرجع: http://www.moviepilot.de/movies/prince-of-persia. الوصول: 26 مايو 2016.
6. ↑  وصلة مرجع: http://www.movieworlds.com/filme/Prince_of_Persia_-_Der_Sand_der_Zeit.php. الوصول: 26 مايو 2016.
7. ↑  وصلة مرجع: http://nmhh.hu/dokumentum/158992/2010_filmbemutatok_osszes.xlsx.
8. ↑  "قاعدة بيانات الأفلام على الإنترنت" (بالإنجليزية). Retrieved 2016-08-17.{{استشهاد ويب}}:  صيانة الاستشهاد: لغة غير مدعومة (link)
9. ↑  وصلة مرجع: http://www.metacritic.com/movie/prince-of-persia-the-sands-of-time. الوصول: 26 مايو 2016.
10. ↑  وصلة مرجع: http://www.boxofficemojo.com/movies/?id=princeofpersia.htm.
11. ↑  وصلة مرجع: https://www.boxofficemojo.com/movies/?id=princeofpersia.htm. الوصول: 9 مارس 2019.